# Selezione maschile di rugby a 15 della Nuova Caledonia
La selezione di rugby a 15 della Nuova Caledonia rappresenta Nuova Caledonia, territorio francese d'Oltremare, nel rugby a 15 in ambito internazionale.
Essa è gestita dal comitato per la Nuova Caledonia della Fédération Française de Rugby e disputa le sue gare normalmente in ambito oceaniano, benché i propri affiliati siano idonei per militare nella selezione nazionale della Francia.